# Tatort: Das letzte Rennen
Das letzte Rennen ist ein Fernsehfilm der Tatort-Krimireihe. Der vom Hessischen Rundfunk unter der Regie von Edward Berger produzierte Beitrag wurde am 29. Oktober 2006 im Ersten Programm der ARD erstmals ausgestrahlt. Es handelt sich um den 8. Fall des Ermittlerduos Dellwo und Sänger und die 644. Tatort-Folge.

## Handlung
Fritz Dellwo von der Frankfurter Mordkommission hat sich das ehrgeizige Ziel gesteckt, den Messe-Frankfurt-Marathon mitzulaufen und trainiert dafür schon monatelang. Gemeinsam mit dem erfahrenen Trainer Henry Danquardt will er es schaffen, eine Zeit unter vier Stunden zu erreichen. Am Abend vor dem großen Ereignis erfährt er, dass der Schwerverbrecher Petar Gricic aus dem Gefängnis entflohen ist. Dieser hatte Dellwo bei seiner Verurteilung ewige Rache geschworen, da Dellwo ihn überführt und ins Gefängnis gebracht hat. Daher wollen die Kollegen den Kommissar zu seiner eigenen Sicherheit unbedingt davon abhalten, an dem Marathon teilzunehmen, aber Dellwo lässt sich nicht beirren.
Während des Massenstarts am nächsten Morgen wird ein schwedischer Läufer in der Nähe Dellwos von einem Schuss tödlich getroffen. Dellwo will aber weiterlaufen. Seine Kollegin Charlotte Sänger glaubt, dass der tödliche Schuss vom nahe gelegenen Kirchturm der Matthäuskirche kam. Der ansässige Pfarrer sagt allerdings aus, dass er außer der Putzfrau niemanden gesehen und auch nichts Verdächtiges gehört habe. Die Polizei beginnt daraufhin eine Suche nach dem flüchtigen Gricic. Dem SEK gelingt es später, ihn aufzuspüren und festzunehmen, wobei der bei seiner Flucht eine Beinverletzung davongetragen hatte. Damit war klar, dass dieser nicht selber auf einem Rachefeldzug sein konnte.
Derweil versucht der neue Mitarbeiter der Mordkommission, Jan Gröner, Dellwo zu finden und ihn aus dem Rennen zu nehmen, aber er verpasst ihn mehrfach. Das Abbrechen des gesamten Marathons ist laut Veranstalter technisch nicht möglich, auch Staatsanwalt Dr. Scheer spricht sich dagegen aus. Die Assistentin Ina Springhub macht in der Zwischenzeit sämtliche Kirchen entlang der Strecke aus, die für einen möglichen Standort des Heckenschützen und einen erneuten Anschlag in Frage kommen. Diese werden daraufhin von SEK-Beamten durchsucht, was jedoch erfolglos bleibt.
Charlotte Sänger bewahrt währenddessen eine scheinbare Ruhe. In all der Hektik von Marathonlauf und Polizeimanövern folgt sie mit ihrer gewohnten Intuition einer Spur. Die Putzfrau Irene Ferber wurde vom Pfarrer der Matthäuskirche als mögliche Zeugin benannt, und so versucht sie, diese zu finden. In ihrer Wohnung trifft sie nur Ferbers Lebensgefährten Bergmeister an, der sich bereitwillig von Sänger ausfragen lässt. Die Wohnung zeugt von einer aktiven Sportlerlaufbahn der Inhaberin als Biathletin, sodass sich Sänger umgehend weiter nach ihr auf die Suche begibt. Als die Kommissarin Irene Ferber ausfindig macht, wird sie von dieser niedergeschlagen und in ihre Gewalt gebracht. Gefesselt muss sie mit ansehen, wie die Attentäterin versucht, ihr Vorhaben durchzuführen. Sie droht an, auch Unschuldige zu erschießen, wenn jemand das Rennen aufgeben sollte. Während sie nach ihrem Ziel in der Menge der Läufer sucht, gelingt es Gröner, endlich Dellwo aufzuspüren und ihn davon zu überzeugen, das Rennen abzubrechen. Gröner unterrichtet ihn, dass Sänger sich telefonisch gemeldet hatte und eine Irene Ferber sucht. Dellwo stutzt bei dem Namen und lässt recherchieren. Dabei kommt zu Tage, dass Ferber in ihrer Kindheit in der DDR von ihrem Trainer gedopt wurde und davon schwere gesundheitliche Schäden davon getragen hat. Sie konnte aber keinen Prozess gewinnen, der ihr Gerechtigkeit und Wiedergutmachung brachte, sodass sie nun auf einem Rachefeldzug ist. Dellwo schlussfolgert, dass nicht er das Ziel ist, sondern ihr damaliger Trainer Henry Dankquardt, der bei dem Rennen stets neben ihm lief. Durch die Unterredung mit Gröner hat er diesen jedoch aus den Augen verloren und versucht, ihn nun beim Zieleinlauf ins Stadion abzufangen.
Sänger ist es gelungen, nachdem Ferber sie allein zurückgelassen hat, sich zu befreien und versucht die Attentäterin am Ort ihres nächsten Anschlags zu stellen, den auch sie beim Zieleinlauf vermutet. Als Henry Dankquardt dort in einer Gruppe von Läufern auftaucht, nimmt Dellwo ihn sofort in seine Obhut und bringt ihn abseits vom Renngeschehen. Dellwo lässt ihn kurz allein, um Hilfe zu holen. Dadurch kann Ferber allein zu ihrem ehemaligen Trainer gelangen. Seine Rechtfertigung für sein Tun: „Dein Körper hat nie dir gehört, sondern immer nur der Sache“. Ferber gibt einen Schuss ab und stürzt zusammen mit Dankquardt aus der oberen Etage des Zielgebäudes in den Tod.

## Hintergrund
Der Hessische Rundfunk startete für den Tatort Das letzte Rennen ein Experiment. Während des Messe-Frankfurt-Marathons im Oktober 2005 platzierte der Sender entlang der Strecke insgesamt neun Drehteams an verschiedenen Orten. Kommissar Fritz Dellwo nahm in der Folge an dem Lauf teil. Der Ablauf der Veranstaltung durfte allerdings nicht gestört oder unterbrochen werden, sodass die Teams jeweils nur eine einzige Möglichkeit hatten, die entsprechende Szene aufzunehmen – echte Live-Bedingungen also für die Krimi-Verfilmung. Auf diese Weise entstanden an einem einzigen Tag rund 20 Filmminuten. In der Regel werden nur drei Minuten pro Drehtag realisiert.

## Rezeption

### Einschaltquoten
Bei seiner Erstausstrahlung am 29. Oktober 2006 wurde die Folge Das letzte Rennen in Deutschland von 7,30 Millionen Zuschauern gesehen, was einem Marktanteil von 20,10 Prozent entsprach.

### Kritiken
Rainer Tittelbach von tittelbach.tv urteilt: „Der ‚Tatort‘ aus Frankfurt macht seinem Ruf alle Ehre. […] Das sportliche Großereignis, das 2005 für diesen Film mit neun Kamerateams begleitet wurde, gibt das Tempo der Handlung vor, bestimmt den Rhythmus der 90 Minuten. Menschen, Kamera, Bilder – alles ist in Bewegung. Ob in der Optik oder beim Erzählen – ständig wechseln die Perspektiven. Flexibilität ist angesagt bei diesem für ältere Zuschauer sicherlich gewöhnungsbedürftigen Film, bei dem einem bisweilen die Augen flimmern.“
Tilmann P. Gangloff lobt bei Kino.de hingegen den Tatort und schreibt: „Angesichts der Dramatik braucht Berger die Inszenierung gar nicht weiter zu forcieren. Die mit passender Techno-Musik unterlegten authentischen Bilder, verbunden mit dem Wissen, dass irgendwo ein Präzisionsschütze lauert, genügen völlig, um die Spannung auf die Spitze zu treiben.“
Die Kritiker der Fernsehzeitschrift TV Spielfilm meinen: „Live gedreht beim Volksmarathon überträgt die Handkamera die Hektik dabei in Echtzeit. Fazit: Spannend, schnell und mit Überraschungen.“